# Finale UEFA Lige prvaka
Finale UEFA Lige prvaka je najvažnija utakmica svih europskih klupskih nogometnih natjecanja. Stadion domaćin finala bira se dvije godine prije finala. Finala su se, za razliku od nekih drugih natjecanja (poput Kupa UEFA), uvijek igrala sa samo jednom utakmicom, iznimka je finale iz 1974., koje se igralo između Bayern Münchena i Atlético Madrida. Nije bilo predviđeno igranje uzvrata, ali nakon što je rezultat ostao 1:1 u prvoj utakmici i nakon produžetaka, odlučeno je da se igra i druga utakmica, gdje je pobijedio Bayern rezultatom 4:0.
Prvo finale je održano 1956. godine, s Realom iz Madrida i francuskim Stade Reimsom. Zadnje finale odigrano je 10. lipnja 2023. godine između Manchester Cityja i Inter Milana u Istanbulu.
Ako momčad osvoji natjecanje tri puta zaredom, ili pet puta ukupno, dobiva posebno znakovlje označeno na njihovom dresu. Šest je momčadi dosad zaslužilo taj privilegij; Real Madrid, Ajax, Bayern München, Milan, Liverpool i Barcelona.
Real Madrid je klub koji je dosad najviše puta osvojio Kup/UEFA Ligu prvaka, bio je pobjednik rekordnih 14 puta. Ista momčad drži rekord za najviše osvajanja ovog natjecanja zaredom, pet puta; od 1956. do 1960. Juventus je momčad koja je najviše puta bila drugoplasirana, sa šest poraza u finalu uz samo dvije pobjede. Španjolski klubovi imaju najviše naslova prvaka. Trenutačni europski prvak je španjolski Real Madrid.

## Sva finala

### Kup prvaka

#### 1956.
| 13. lipnja 1956.                          |             |                                    |                                                                                       |
| Real Madrid                               | 4 : 3       | Stade Reims                        | Parc des Princes, Pariz Broj gledatelja: 38.239 Sudac: Arthur Edward Ellis (Engleska) |
| Di Stéfano 14' Rial 30' 79' Marquitos 67' | (izvještaj) | 6' Leblond 10' Templin 62' Hidalgo | Parc des Princes, Pariz Broj gledatelja: 38.239 Sudac: Arthur Edward Ellis (Engleska) |

#### 1957.
| 30. svibnja 1957.        |             |                |                                                                                             |
| Real Madrid              | 2 : 0       | ACF Fiorentina | Santiago Bernabéu, Madrid Broj gledatelja: 120.000 Sudac: Leopold Sylvain Horn (Nizozemska) |
| Di Stéfano 70' Gento 76' | (izvještaj) |                | Santiago Bernabéu, Madrid Broj gledatelja: 120.000 Sudac: Leopold Sylvain Horn (Nizozemska) |

#### 1958.
| 28. svibnja 1958.                  |             |                           |                                                                                   |
| Real Madrid                        | 3 : 2 (pr.) | AC Milan                  | Heysel Stadium, Bruxelles Broj gledatelja: 67.000 Sudac: Albert Alsteen (Belgija) |
| Di Stéfano 74' Rial 79' Gento 107' | (izvještaj) | 59' Schiaffino 78' Grillo | Heysel Stadium, Bruxelles Broj gledatelja: 67.000 Sudac: Albert Alsteen (Belgija) |

#### 1959.
| 3. lipnja 1959.          |             |             |                                                                          |
| Real Madrid              | 2 : 0       | Stade Reims | Neckarstadion, Stuttgart Broj gledatelja: 80.000 Sudac: Dusch (Njemačka) |
| Mateos 2' Di Stéfano 47' | (izvještaj) |             | Neckarstadion, Stuttgart Broj gledatelja: 80.000 Sudac: Dusch (Njemačka) |

#### 1960.
| 13. svibnja 1960.                             |             |                         |                                                                            |
| Real Madrid                                   | 7 : 3       | Eintracht Frankfurt     | Hampden Park, Glasgow Broj gledatelja: 135.000 Sudac: John Mowat (Škotska) |
| Di Stéfano 27' 30' 73' Puskás 46' 56' 60' 71' | (izvještaj) | 18' Kress 72' 75' Stein | Hampden Park, Glasgow Broj gledatelja: 135.000 Sudac: John Mowat (Škotska) |

#### 1961.
| 31. svibnja 1961.                             |             |                       |                                                                                    |
| Benfica                                       | 3 : 2       | FC Barcelona          | Wankdorf Stadion, Bern Broj gledatelja: 33.000 Sudac: Gottfried Dienst (Švicarska) |
| Águas 30' Ramallets 32' (auto-gol) Coluna 55' | (izvještaj) | 20' Kocsis 75' Czibor | Wankdorf Stadion, Bern Broj gledatelja: 33.000 Sudac: Gottfried Dienst (Švicarska) |

#### 1962.
| 2. svibnja 1962.                               |             |                    |                                                                                        |
| Benfica                                        | 5 : 3       | Real Madrid        | Olimpijski stadion, Amsterdam Broj gledatelja: 65.000 Sudac: Leonard Horn (Nizozemska) |
| Águas 25' Cavém 34' Coluna 51' Eusébio 65' 68' | (izvještaj) | 17' 23' 38' Puskás | Olimpijski stadion, Amsterdam Broj gledatelja: 65.000 Sudac: Leonard Horn (Nizozemska) |

#### 1963.
| 22. svibnja 1963. |             |             |                                                                                  |
| A.C. Milan        | 2 : 1       | Benfica     | Wembley Stadium, London Broj gledatelja: 45.700 Sudac: Arthur Holland (Engleska) |
| Altafini 58' 66'  | (izvještaj) | 18' Eusébio | Wembley Stadium, London Broj gledatelja: 45.700 Sudac: Arthur Holland (Engleska) |

#### 1964.
| 27. svibnja 1964.          |             |             |                                                                          |
| Internazionale             | 3 : 1       | Real Madrid | Praterstadion, Beč Broj gledatelja: 72.000 Sudac: Josef Stoll (Austrija) |
| Mazzola 43' 76' Milani 61' | (izvještaj) | 70' Felo    | Praterstadion, Beč Broj gledatelja: 72.000 Sudac: Josef Stoll (Austrija) |

#### 1965.
| 27. svibnja 1965. |             |         |                                                                             |
| Internazionale    | 1 : 0       | Benfica | San Siro, Milan Broj gledatelja: 85.000 Sudac: Gottfried Dienst (Švicarska) |
| Jair 42'          | (izvještaj) |         | San Siro, Milan Broj gledatelja: 85.000 Sudac: Gottfried Dienst (Švicarska) |

#### 1966.
| 11. svibnja 1966.    |             |             |                                                                                              |
| Real Madrid          | 2 : 1       | FK Partizan | Heysel Stadium, Bruxelles Broj gledatelja: 55.000 Sudac: Rudolf Kreitlein (Zapadna Njemačka) |
| Amaro 70' Serena 76' | (izvještaj) | 55' Vasović | Heysel Stadium, Bruxelles Broj gledatelja: 55.000 Sudac: Rudolf Kreitlein (Zapadna Njemačka) |

#### 1967.
| 25. svibnja 1967.        |             |                   |                                                                                         |
| Celtic                   | 2 : 1       | Internazionale    | Estádio Nacional, Lisabon Broj gledatelja: 56.000 Sudac: Kurt Tschenscher (Z. Njemačka) |
| Gemmell 62' Chalmers 85' | (izvještaj) | 7' (11 m) Mazzola | Estádio Nacional, Lisabon Broj gledatelja: 56.000 Sudac: Kurt Tschenscher (Z. Njemačka) |

#### 1968.
| 29. svibnja 1968.                  |             |          |                                                                                    |
| Manchester United                  | 4 : 1 (pr.) | Benfica  | Wembley Stadium, London Broj gledatelja: 92.225 Sudac: Concetto Lo Bello (Italija) |
| Charlton 53' 99' Best 93' Kidd 94' | (izvještaj) | 75'Graça | Wembley Stadium, London Broj gledatelja: 92.225 Sudac: Concetto Lo Bello (Italija) |

#### 1969.
| 28. svibnja 1969.            |             |                    |                                                                                              |
| AC Milan                     | 4 : 1       | AFC Ajax           | Santiago Bernabéu, Madrid Broj gledatelja: 50.000 Sudac: José Ortiz de Mendíbil (Španjolska) |
| Prati 7' 40' 75' Sormani 67' | (izvještaj) | 60' (11 m) Vasović | Santiago Bernabéu, Madrid Broj gledatelja: 50.000 Sudac: José Ortiz de Mendíbil (Španjolska) |

#### 1970.
| 6. svibnja 1970.         |             |             |                                                                             |
| Feyenoord Rotterdam      | 2 : 1 (pr.) | Celtic F.C. | San Siro, Milano Broj gledatelja: 50.000 Sudac: Concetto Lo Bello (Italija) |
| Israël 31' Kindvall 117' | (izvještaj) | 29' Gemmell | San Siro, Milano Broj gledatelja: 50.000 Sudac: Concetto Lo Bello (Italija) |

#### 1971.
| 2. lipnja 1971.      |             |                  |                                                                               |
| AFC Ajax             | 2 : 0       | Panathinaikos FC | Wembley Stadium, London Broj gledatelja: 90.000 Sudac: Jack Taylor (Engleska) |
| van Dijk 5' Haan 87' | (izvještaj) |                  | Wembley Stadium, London Broj gledatelja: 90.000 Sudac: Jack Taylor (Engleska) |

#### 1972.
| 31. svibnja 1972. |             |                |                                                                                        |
| AFC Ajax          | 2 : 0       | Internazionale | Feijenoord Stadion, Rotterdam Broj gledatelja: 67.000 Sudac: Robert Helles (Francuska) |
| Cruijff 47' 78'   | (izvještaj) |                | Feijenoord Stadion, Rotterdam Broj gledatelja: 67.000 Sudac: Robert Helles (Francuska) |

#### 1973.
| 30. svibnja 1973. |             |               |                                                                                                   |
| AFC Ajax          | 1 : 0       | Juventus F.C. | Stadion Crvena zvezda, Beograd Broj gledatelja: 93.500 Sudac: Milivoje Gugulović (SFR Jugoslavija |
| Rep 4'            | (izvještaj) |               | Stadion Crvena zvezda, Beograd Broj gledatelja: 93.500 Sudac: Milivoje Gugulović (SFR Jugoslavija |

#### 1974.
| 15. svibnja 1974.  |             |                 |                                                                      |
| Bayern München     | 1 : 1 (pr.) | Atlético Madrid | Heysel Stadium Broj gledatelja: 49.000 Sudac: Vital Loraux (Belgija) |
| Schwarzenbeck 119' | (izvještaj) | 114' Aragonés   | Heysel Stadium Broj gledatelja: 49.000 Sudac: Vital Loraux (Belgija) |

| 17. svibnja 1974.             |       |                 |                                                                                    |
| Bayern München                | 4 : 0 | Atlético Madrid | Heysel Stadium, Bruxelles Broj gledatelja: 23.000 Sudac: Alfred Delcourt (Belgija) |
| Hoeneß 38' 83' Müller 58' 71' |       |                 | Heysel Stadium, Bruxelles Broj gledatelja: 23.000 Sudac: Alfred Delcourt (Belgija) |

#### 1975.
| 28. svibnja 1975.   |             |              |                                                                                      |
| Bayern München      | 2 : 0       | Leeds United | Parc des Princes, Pariz Broj gledatelja: 50.000 Sudac: Michel Kitabdjian (Francuska) |
| Roth 71' Müller 81' | (izvještaj) |              | Parc des Princes, Pariz Broj gledatelja: 50.000 Sudac: Michel Kitabdjian (Francuska) |

#### 1976.
| 12. svibnja 1976. |             |                  |                                                                                |
| Bayern München    | 1 : 0       | AS Saint-Étienne | Hampden Park, Glasgow Broj gledatelja: 54.864 Sudac: Károly Palotai (Mađarska) |
| Roth 57'          | (izvještaj) |                  | Hampden Park, Glasgow Broj gledatelja: 54.864 Sudac: Károly Palotai (Mađarska) |

#### 1977.
| 25. svibnja 1977.                       |             |                          |                                                                                     |
| Liverpool                               | 3 : 1       | Borussia Mönchengladbach | Stadio Olimpico, Rim Broj gledatelja: 52.000 Sudac: Robert Wurtz (Zapadna Njemačka) |
| McDermott 28' Smith 64' Neal 82' (11 m) | (izvještaj) | 52' Simonsen             | Stadio Olimpico, Rim Broj gledatelja: 52.000 Sudac: Robert Wurtz (Zapadna Njemačka) |

#### 1978.
| 10. svibnja 1978. |             |                  |                                                                                    |
| Liverpool         | 1 : 0       | Club Brugge K.V. | Wembley Stadium, London Broj gledatelja: 92.000 Sudac: Charles Corver (Nizozemska) |
| Dalglish 65'      | (izvještaj) |                  | Wembley Stadium, London Broj gledatelja: 92.000 Sudac: Charles Corver (Nizozemska) |

#### 1979.
| 30. svibnja 1979.      |             |          |                                                                                  |
| Nottingham Forest F.C. | 1 : 0       | Malmö FF | Olympiastadion, München Broj gledatelja: 57.000 Sudac: Erich Linemayr (Austrija) |
| Francis 45'            | (izvještaj) |          | Olympiastadion, München Broj gledatelja: 57.000 Sudac: Erich Linemayr (Austrija) |

#### 1980.
| 28. svibnja 1980.      |             |              |                                                                                     |
| Nottingham Forest F.C. | 1 : 0       | Hamburger SV | Santiago Bernabéu, Madrid Broj gledatelja: 50.000 Sudac: António Garrido (Portugal) |
| Robertson 21'          | (izvještaj) |              | Santiago Bernabéu, Madrid Broj gledatelja: 50.000 Sudac: António Garrido (Portugal) |

#### 1981.
| 27. svibnja 1981. |             |             |                                                                                  |
| Liverpool         | 1 : 0       | Real Madrid | Parc des Princes, Pariz Broj gledatelja: 48.360 Sudac: Károly Palotai (Mađarska) |
| A. Kennedy 82'    | (izvještaj) |             | Parc des Princes, Pariz Broj gledatelja: 48.360 Sudac: Károly Palotai (Mađarska) |

#### 1982.
| 26. svibnja 1982. |             |                |                                                                                          |
| Aston Villa       | 1 : 0       | Bayern München | Feijenoord Stadion, Rotterdam Broj gledatelja: 39.776 Sudac: Georges Konrath (Francuska) |
| Withe 67'         | (izvještaj) |                | Feijenoord Stadion, Rotterdam Broj gledatelja: 39.776 Sudac: Georges Konrath (Francuska) |

#### 1983.
| 25. svibnja 1983. |             |          |                                                                                     |
| Hamburger SV      | 1 : 0       | Juventus | Olimpijski stadion, Atena Broj gledatelja: 75.000 Sudac: Nicolae Rainea (Rumunjska) |
| Magath 8'         | (izvještaj) |          | Olimpijski stadion, Atena Broj gledatelja: 75.000 Sudac: Nicolae Rainea (Rumunjska) |

#### 1984.
| 30. svibnja 1984. |             |            |                                                                                |
| Liverpool         | 1 : 1 (pr.) | A.S. Roma  | Stadio Olimpico, Rim Broj gledatelja: 69.693 Sudac: Erik Fredriksson (Švedska) |
| Neal 13'          | (izvještaj) | 42' Pruzzo | Stadio Olimpico, Rim Broj gledatelja: 69.693 Sudac: Erik Fredriksson (Švedska) |

|                                 |     | jedanaesterci                         |  |  |
| Nicol Neal Souness Rush Kennedy | 4:2 | Di Bartolomei Conti Righetti Graziani |  |  |
|                                 |     |                                       |  |  |

#### 1985.
| 29. svibnja 1985.  |             |           |                                                                                  |
| Juventus           | 1 : 0       | Liverpool | Heysel Stadium, Bruxelles Broj gledatelja: 59.000 Sudac: André Daina (Švicarska) |
| Platini 56' (11 m) | (izvještaj) |           | Heysel Stadium, Bruxelles Broj gledatelja: 59.000 Sudac: André Daina (Švicarska) |

#### 1986.
| 7. svibnja 1986.   |             |              |                                                                                                  |
| FC Steaua Bukurešt | 0 : 0 (pr.) | FC Barcelona | Estadio Ramón Sánchez Pizjuán, Sevilla Broj gledatelja: 70.000 Sudac: Michel Vautrot (Francuska) |
|                    | (izvještaj) |              | Estadio Ramón Sánchez Pizjuán, Sevilla Broj gledatelja: 70.000 Sudac: Michel Vautrot (Francuska) |

|                              |     | jedanaesterci                        |  |  |
| Majaru Bölöni Lăcătuş Balint | 2:0 | Alexanko Pedraza Pichi Alonso Marcos |  |  |
|                              |     |                                      |  |  |

#### 1987.
| 27. svibnja 1987.    |             |                |                                                                           |
| FC Porto             | 2 : 1       | Bayern München | Praterstadion, Beč Broj gledatelja: 62.000 Sudac: Alexis Ponnet (Belgija) |
| Madjer 78' Juary 80' | (izvještaj) | 25' Kögl       | Praterstadion, Beč Broj gledatelja: 62.000 Sudac: Alexis Ponnet (Belgija) |

#### 1988.
| 25. svibnja 1988. |             |              |                                                                                 |
| PSV Eindhoven     | 0 : 0 (pr.) | S.L. Benfica | Neckarstadion, Stuttgart Broj gledatelja: 70.000 Sudac: Luigi Agnolin (Italija) |
|                   | (izvještaj) |              | Neckarstadion, Stuttgart Broj gledatelja: 70.000 Sudac: Luigi Agnolin (Italija) |

|                                              |       | jedanaesterci                                 |  |  |
| Koeman Kieft Nielsen Vanenburg Lerby Janssen | 6 – 5 | Elzo Dito Hajiri Antonio Pacheco Mozer Veloso |  |  |
|                                              |       |                                               |  |  |

#### 1989.
| 24. svibnja 1989.                 |             |                    |                                                                                        |
| AC Milan                          | 4 : 0       | FC Steaua Bukurešt | Nou Camp, Barcelona Broj gledatelja: 97.000 Sudac: Karl-Heinz Tritschler (Z. Njemačka) |
| Gullit 18' 39' Van Basten 27' 47' | (izvještaj) |                    | Nou Camp, Barcelona Broj gledatelja: 97.000 Sudac: Karl-Heinz Tritschler (Z. Njemačka) |

#### 1990.
| 24. svibnja 1990. |             |         |                                                                          |
| AC Milan          | 1 : 0       | Benfica | Praterstadion, Beč Broj gledatelja: 57.500 Sudac: Helmut Kohl (Austrija) |
| Rijkaard 68'      | (izvještaj) |         | Praterstadion, Beč Broj gledatelja: 57.500 Sudac: Helmut Kohl (Austrija) |

#### 1991.
| 29. svibnja 1991. |             |                        |                                                                         |
| Crvena zvezda     | 0 : 0 (pr.) | Olympique de Marseille | San Nicola, Bari Broj gledatelja: 56.000 Sudac: Tullio Lanese (Italija) |
|                   | (izvještaj) |                        | San Nicola, Bari Broj gledatelja: 56.000 Sudac: Tullio Lanese (Italija) |

|                                                                                  |     | jedanaesterci                                               |  |  |
| Robert Prosinečki Dragiša Binić Miodrag Belodedić Siniša Mihajlović Darko Pančev | 5:3 | Manuel Amoros Bernard Casoni Jean-Pierre Papin Carlos Mozer |  |  |
|                                                                                  |     |                                                             |  |  |

#### 1992.
|              |             |           |                                                                                    |
| FC Barcelona | 1 : 0 (pr.) | Sampdoria | Wembley Stadium, London Broj gledatelja: 70.827 Sudac: Aron Schmidhuber (Njemačka) |
| Koeman 112'  | (izvještaj) |           | Wembley Stadium, London Broj gledatelja: 70.827 Sudac: Aron Schmidhuber (Njemačka) |

### UEFA Liga prvaka

#### 1993.
| 23. svibnja 1993.      |             |          |                                                                                       |
| Olympique de Marseille | 1 : 0       | AC Milan | Olympiastadion, München Broj gledatelja: 64.400 Sudac: Kurt Röthlisberger (Švicarska) |
| Boli 44'               | (izvještaj) |          | Olympiastadion, München Broj gledatelja: 64.400 Sudac: Kurt Röthlisberger (Švicarska) |

#### 1994.
| 18. svibnja 1994.                          |             |              |                                                                                |
| AC Milan                                   | 4 : 0       | FC Barcelona | Olimpijski stadion, Atena Broj gledatelja: 70.000 Sudac: Philip Don (Engleska) |
| Massaro 22' 45' Savićević 47' Desailly 59' | (izvještaj) |              | Olimpijski stadion, Atena Broj gledatelja: 70.000 Sudac: Philip Don (Engleska) |

#### 1995.
| 24. svibnja 1995. |             |          |                                                                                      |
| AFC Ajax          | 1 : 0       | AC Milan | Ernst Happel Stadion, Beč Broj gledatelja: 49.730 Sudac: Ion Craciunescu (Rumunjska) |
| Kluivert 85'      | (izvještaj) |          | Ernst Happel Stadion, Beč Broj gledatelja: 49.730 Sudac: Ion Craciunescu (Rumunjska) |

#### 1996.
| 22. svibnja 1996. |             |              |                                                                                   |
| Juventus          | 1 : 1 (pr.) | AFC Ajax     | Stadio Olimpico, Rim Broj gledatelja: 67.000 Sudac: Manuel Díaz Vega (Španjolska) |
| Ravanelli 12'     | (izvještaj) | 41' Litmanen | Stadio Olimpico, Rim Broj gledatelja: 67.000 Sudac: Manuel Díaz Vega (Španjolska) |

|                                                                  |     | jedanaesterci                                           |  |  |
| Ciro Ferrara Gianluca Pessotto Michele Padovano Vladimir Jugović | 4:2 | Edgar Davids Jari Litmanen Arnold Scholten Sonny Silooy |  |  |
|                                                                  |     |                                                         |  |  |

#### 1997.
| 28. svibnja 1997.         |             |               |                                                                               |
| Borussia Dortmund         | 3 : 1       | Juventus      | Olympiastadion, München Broj gledatelja: 59.000 Sudac: Sándor Puhl (Mađarska) |
| Riedle 29' 34' Ricken 70' | (izvještaj) | 66' Del Piero | Olympiastadion, München Broj gledatelja: 59.000 Sudac: Sándor Puhl (Mađarska) |

#### 1998.
| 20. svibnja 1998. |             |          |                                                                                   |
| Real Madrid       | 1 : 0       | Juventus | Amsterdam ArenA, Amsterdam Broj gledatelja: 47.500 Sudac: Hellmut Krug (Njemačka) |
| Mijatović 67'     | (izvještaj) |          | Amsterdam ArenA, Amsterdam Broj gledatelja: 47.500 Sudac: Hellmut Krug (Njemačka) |

#### 1999.
| 26. svibnja 1999.               |             |                |                                                                                |
| Manchester United               | 2 : 1       | Bayern München | Camp Nou, Barcelona Broj gledatelja: 90.045 Sudac: Pierluigi Collina (Italija) |
| Sheringham 90+1' Solskjær 90+3' | (izvještaj) | 6' Basler      | Camp Nou, Barcelona Broj gledatelja: 90.045 Sudac: Pierluigi Collina (Italija) |

#### 2000.
| 24. svibnja 2000.                    |             |          |                                                                                 |
| Real Madrid                          | 3 : 0       | Valencia | Stade de France, Pariz Broj gledatelja: 78.759 Sudac: Stefano Braschi (Italija) |
| Morientes 39' McManaman 67' Raúl 75' | (Izvještaj) |          | Stade de France, Pariz Broj gledatelja: 78.759 Sudac: Stefano Braschi (Italija) |

#### 2001.
| 23. svibnja 2001. 20:45 (CET) |             |                    |                                                                       |
| Bayern München                | 1 : 1 (pr.) | Valencia           | San Siro, Milano Broj gledatelja: 71.500 Sudac: Dick Jol (Nizozemska) |
| Effenberg 51' (11 m)          | (Izvještaj) | 3' (11 m) Mendieta | San Siro, Milano Broj gledatelja: 71.500 Sudac: Dick Jol (Nizozemska) |

| |     | jedanaesterci                                                                                           |  |  |
| Paulo Sérgio Hasan Salihamidžić Alexander Zickler Patrik Andersson Stefan Effenberg Bixente Lizarazu Thomas Linke | 5:4 | Gaizka Mendieta John Carew Zlatko Zahovič Amedeo Carboni Rubén Baraja Kily González Mauricio Pellegrino |  |  |
| |     | |  |  |

#### 2002.
| 15. svibnja 2002. 20:45 (WEST) |             |                    |                                                                            |
| Bayer Leverkusen               | 1 : 2       | Real Madrid        | Hampden Park, Glasgow Broj gledatelja: 52.000 Sudac: Urs Meier (Švicarska) |
| Lúcio 13'                      | (izvještaj) | 8' Raúl 45' Zidane | Hampden Park, Glasgow Broj gledatelja: 52.000 Sudac: Urs Meier (Švicarska) |

#### 2003.
| 28. svibnja 2003. 19:45 (WEST) |             |       |                                                                                |
| Juventus                       | 0 : 0 (pr.) | Milan | Old Trafford, Manchester Broj gledatelja: 63.215 Sudac: Markus Merk (Njemačka) |
|                                | (izvještaj) |       | Old Trafford, Manchester Broj gledatelja: 63.215 Sudac: Markus Merk (Njemačka) |

|                                                                                           |     | jedanaesterci                                                           |  |  |
| David Trezeguet Alessandro Birindelli Marcelo Zalayeta Paolo Montero Alessandro Del Piero | 2:3 | Serginho Clarence Seedorf Kaha Kaladze Alessandro Nesta Andrij Ševčenko |  |  |
|                                                                                           |     |                                                                         |  |  |

#### 2004.
| 26. svibnja 2004. 20:45 |             |                                           |                                                                                            |
| AS Monaco               | 0 : 3       | Porto                                     | AufSchalke Arena, Gelsenkirchen Broj gledatelja: 52.000 Sudac: Kim Milton Nielsen (Danska) |
|                         | (izvještaj) | 39' Carlos Alberto 71' Deco 75' Alenichev | AufSchalke Arena, Gelsenkirchen Broj gledatelja: 52.000 Sudac: Kim Milton Nielsen (Danska) |

#### 2005.
| 25 May 2005 20:45 (EET)   |             |                                   | |
| Milan                     | 3 : 3 (pr.) | Liverpool                         | Olimpijski stadion Atatürk, Istanbul Broj gledatelja: 70.024 Sudac: Manuel Mejuto González (Španjolska) |
| Maldini 1' Crespo 38' 44' | (izvještaj) | 54' Gerrard 56' Šmicer 60' Alonso | Olimpijski stadion Atatürk, Istanbul Broj gledatelja: 70.024 Sudac: Manuel Mejuto González (Španjolska) |

|                                       |     | jedanaesterci             |  |  |
| Serginho Pirlo Tomasson Kaká Ševčenko | 2:3 | Hamann Cissé Riise Šmicer |  |  |
|                                       |     |                           |  |  |

#### 2006.
| 17. svibnja 2006. 20:45 (CEST) |             |              |                                                                              |
| Barcelona                      | 2 : 1       | Arsenal      | Stade de France, Pariz Broj gledatelja: 79.610 Sudac: Terje Hauge (Norveška) |
| Eto'o 76' Belletti 81'         | (izvještaj) | 37' Campbell | Stade de France, Pariz Broj gledatelja: 79.610 Sudac: Terje Hauge (Norveška) |

#### 2007.
| 23. svibnja 2007. 20:45 (CEST) |             |           |                                                                                           |
| Milan                          | 2 : 1       | Liverpool | OACA Spyros Louis Stadium, Atena Broj gledatelja: 74.000 Sudac: Herbert Fandel (Njemačka) |
| Inzaghi 45' 82'                | (izvještaj) | 89' Kuyt  | OACA Spyros Louis Stadium, Atena Broj gledatelja: 74.000 Sudac: Herbert Fandel (Njemačka) |

#### 2008.
| 21. svibnja 2008. 22:45 (MST) |             |             |                                                                                 |
| Manchester United             | 1 : 1 (pr.) | Chelsea     | Stadion Luzhniki, Moskva Broj gledatelja: 67.310 Sudac: Ľuboš Micheľ (Slovačka) |
| Ronaldo 26'                   | (izvještaj) | 45' Lampard | Stadion Luzhniki, Moskva Broj gledatelja: 67.310 Sudac: Ľuboš Micheľ (Slovačka) |

|                                                      |     | jedanaesterci                                       |  |  |
| Tévez Carrick Ronaldo Hargreaves Nani Anderson Giggs | 6:5 | Ballack Belletti Lampard A. Cole Terry Kalou Anelka |  |  |
|                                                      |     |                                                     |  |  |

#### 2009.
| 27. svibnja 2009. 20:45 (CET) |             |                   |                                                                                 |
| Barcelona                     | 2 : 0       | Manchester United | Stadio Olimpico, Rim Broj gledatelja: 62.467 Sudac: Massimo Busacca (Švicarska) |
| Eto'o 10' Messi 70'           | (izvještaj) |                   | Stadio Olimpico, Rim Broj gledatelja: 62.467 Sudac: Massimo Busacca (Švicarska) |

#### 2010.
| 22. svibnja 2010. 20:45 (CEST) |             |                |                                                                                 |
| Bayern München                 | 0 : 2       | Internazionale | Santiago Bernabéu, Madrid Broj gledatelja: 80,100 Sudac: Howard Webb (Engleska) |
|                                | (izvještaj) | 35' 70' Milito | Santiago Bernabéu, Madrid Broj gledatelja: 80,100 Sudac: Howard Webb (Engleska) |

#### 2011.
| 28. svibnja 2011. 19:45 (BST) |             |                   |                                                                                 |
| Barcelona                     | 3 : 1       | Manchester United | Wembley Stadium, London Broj gledatelja: 87 695 Sudac: Viktor Kassai (Mađarska) |
| Pedro 27' Messi 54' Villa 69' | (izvještaj) | 34' Rooney        | Wembley Stadium, London Broj gledatelja: 87 695 Sudac: Viktor Kassai (Mađarska) |

#### 2012.
| 19. svibnja 2012. 20:45 (CEST) |             |            |                                                                                |
| Bayern München                 | 1 : 1       | Chelsea    | Allianz Arena, München Broj gledatelja: 62 500 Sudac: Pedro Proença (Portugal) |
| Müller 83'                     | (izvještaj) | 88' Drogba | Allianz Arena, München Broj gledatelja: 62 500 Sudac: Pedro Proença (Portugal) |

|                                      |     | jedanaesterci                 |  |  |
| Lahm Gómez Neuer Olić Schweinsteiger | 3:4 | Mata Luiz Lampard Cole Drogba |  |  |
|                                      |     |                               |  |  |

#### 2013.
| 25. svibnja 2013. 20:45 (BST) |             |                     |                                                                                 |
| Bayern München                | 2 : 1       | Borussia Dortmund   | Wembley Stadium, London Broj gledatelja: 86 298 Sudac: Nicola Rizzoli (Italija) |
| Mandžukić 60' Robben 89'      | (izvještaj) | 68' Gündoğan (11 m) | Wembley Stadium, London Broj gledatelja: 86 298 Sudac: Nicola Rizzoli (Italija) |

#### 2014.
| 24. svibnja 2014. 20:45 (WEST)                         |             |                 |                                                                                   |
| Real Madrid                                            | 4 : 1 (pr.) | Atlético Madrid | Estádio da Luz, Lisabon Broj gledatelja: 60 976 Sudac: Björn Kuipers (Nizozemska) |
| Ramos 90+3' Bale 110' Marcelo 118' Ronaldo 120' (11 m) | (izvještaj) | 36' Godín       | Estádio da Luz, Lisabon Broj gledatelja: 60 976 Sudac: Björn Kuipers (Nizozemska) |

#### 2015.
| 6. lipnja 2015. 20:45 (CEST) |             |                                    |                                                                             |
| Juventus                     | 1 : 3       | Barcelona                          | Olympiastadion, Berlin Broj gledatelja: 70 442 Sudac: Cüneyt Çakır (Turska) |
| Morata 55'                   | (izvještaj) | 4' Rakitić 68' Suárez 90+7' Neymar | Olympiastadion, Berlin Broj gledatelja: 70 442 Sudac: Cüneyt Çakır (Turska) |

#### 2016.
| 28. svibnja 2016. 20:45 (CEST) |   |                 |                  |
| Real Madrid                    | – | Atlético Madrid | San Siro, Milano |
| Ramos 15'                      |   | Carrasco 79'    | San Siro, Milano |

|                                             |       | jedanaesterci                |  |  |
| Lucas Vasquez Marcelo Bale Ramos C. Ronaldo | 5 : 3 | Griezmann Gabi Saul Juanfran |  |  |
|                                             |       |                              |  |  |

#### 2017.
| 3. lipnja 2017. 20:45 (CEST)                             |     |               |                                                                        |
| Real Madrid                                              | 4:1 | Juventus      | Millennium Stadium, Cardiff Broj gledatelja: 65,842 Sudac: Felix Brych |
| Cristiano Ronaldo 20' 64' Casemiro 61' Marco Asensio 90' |     | Mandžukić 27' | Millennium Stadium, Cardiff Broj gledatelja: 65,842 Sudac: Felix Brych |

#### 2018.
| 26. svibnja 2018. 21:45 (CEST) |     |           |                                                                          |
| Real Madrid                    | 3:1 | Liverpool | Olimpijski stadion u Kijevu Broj gledatelja: 61,561 Sudac: Milorad Mažić |
| Benzema 51' Bale 63' 83'       |     | Mané 55'  | Olimpijski stadion u Kijevu Broj gledatelja: 61,561 Sudac: Milorad Mažić |

#### 2019.
| 1. lipnja 2019. 21:00 (CEST) |     |           |                                                                            |
| Liverpool                    | 2:0 | Tottenham | Stadion Metropolitano, Madrid Broj gledatelja: 63,272 Sudac: Damir Skomina |
| Salah 2' jed. Origi 87'      |     |           | Stadion Metropolitano, Madrid Broj gledatelja: 63,272 Sudac: Damir Skomina |

#### 2020.
| 23. kolovoza 2020. 21:00 (CEST) |     |                     | |
| Bayern München                  | 1:0 | Paris Saint-Germain | Estádio da Luz, Lisabon Broj gledatelja: bez gledatelja zbog pandemije COVID-a Sudac: Daniele Orsato |
| Coman 59'                       |     |                     | Estádio da Luz, Lisabon Broj gledatelja: bez gledatelja zbog pandemije COVID-a Sudac: Daniele Orsato |

#### 2021.
| 23. kolovoza 2021. 22:00 (CEST) |     |                 |                                                                             |
| Chelsea                         | 1:0 | Manchester City | Estádio do Dragão, Porto Broj gledatelja: 14.110 Sudac: Antonio Mateu Lahoz |
| Havertz 42'                     |     |                 | Estádio do Dragão, Porto Broj gledatelja: 14.110 Sudac: Antonio Mateu Lahoz |

#### 2022.
| 28. svibnja 2022. 21:36 (CEST) |     |           |                                                                            |
| Real Madrid                    | 1:0 | Liverpool | Stade de France, Saint-Denis Broj gledatelja: 75.000 Sudac: Clément Turpin |
| Vinícius Júnior 59'            |     |           | Stade de France, Saint-Denis Broj gledatelja: 75.000 Sudac: Clément Turpin |

#### 2023.
| 10. lipnja 2023. 22:00 (CEST) |     |             |                                                                                      |
| Manchester City               | 1:0 | Inter Milan | Olimpijski stadion Atatürk, Istanbul Broj gledatelja: 71.412 Sudac: Szymon Marciniak |
| Rodri 68'                     |     |             | Olimpijski stadion Atatürk, Istanbul Broj gledatelja: 71.412 Sudac: Szymon Marciniak |